# OMV Petrom
OMV Petrom S.A. (BVB: SNP) este cea mai mare companie de energie din Sud-Estul Europei, cu activități în sectoarele Explorare și Producție, Rafinare și Marketing, Gaze Naturale și Electricitate.
Grupul exploatează în România rezerve dovedite de petrol și gaze, explorează potențiale noi zăcăminte în România, Bulgaria și Georgia, produce electricitate prin intermediul centralei electrice de la Brazi, procesează țiței la rafinăria Petrobrazi și operează o rețea de 793 de benzinării în România, Republica Moldova, Bulgaria și Serbia, sub două branduri, Petrom și OMV.

## Istoric
După 1989, odată cu tranziția la o economie de piață, a fost creată Regia Autonomă a Petrolului, Petrom R.A., care a preluat toate activitățile de exploatare a resurselor de țiței. În 1997, Petrom R.A. a fost transformată în Societatea Națională Petrom S.A., care includea mai multe zone de producție, două rafinării, activitate de produse chimice, rețele de transport și entități locale de distribuție (PECO). În 2001, Societatea Națională a Petrolului este listată la Bursa de Valori din București, iar în 2002 se demarează procesul de privatizare, finalizat în 2004 prin achiziția de către OMV, companie austriacă, a 51,01% din acțiunile SNP. Compania este reorganizată din toate punctele de vedere: operațional, financiar, siguranță, mediu, oameni. În perioada 2005 – 2020, OMV Petrom a investit 16 mld euro, iar contribuțiile la bugetul de stat se ridică la aproximativ 32 de miliarde de euro, pentru aceeași perioadă, devenind cel mai mare contribuabil la bugetul de stat.
Procesul de reorganizare începe în 2005 când este anunțată strategia de business și este demarat un amplu proces de modernizare a tuturor activităților.
Din 2006, Petrom a implementat sistemul informatic SAP pentru automatizarea proceselor de bază din domeniile financiar, control, managementul materialelor, vânzări și distribuție și resurse umane. Unul din cele mai importante rezultate a fost automatizarea a peste 4000 de sonde.
În 2007, Petrom anunța prima descoperire de țiței offshore de după 1989, Delta 4, în apele de mică adâncime din Marea Neagră.
În octombrie 2009 este inaugurată fabrica de gaze de la Midia, o investiție de 90 de milioane de euro. 
2010: este pus în funcțiune sistemul de livrare a gazelor de la Hurezani. Proiectul cuprinde o stație de compresoare, o stație de măsurare a gazelor și 11,5 km de conductă. Este inaugurat noul sediu central, Petrom City.
În 2011, Petrom face o descoperire semnificativă de gaze în Oltenia. La momentul punerii în producție, sonda Totea 4539 era cea mai mare din România. 
În 2012, OMV Petrom și ExxonMobil anunță descoperirea hidrocarburilor în blocul Neptun. În același an, este inaugurată centrala electrică de la Brazi, care a costat 530 de milioane euro. 
2014: sonda de explorare Marina 1 identifică un nou zăcământ offshore de țiței în perimetrul de mică adâncime Istria. Este finalizat programul de modernizare a rafinăriei Petrobrazi, pentru care s-au investit 600 de milioane de euro. 
În anii care au urmat, OMV Petrom a continuat procesul de creștere sustenabilă.
Strategia de extindere în regiune începe să se concretizeze, în urma preluării unor perimetre de explorare offshore în apele teritoriale ale Mării Negre din Bulgaria și Georgia, în 2020.
Rafinăria Petrobrazi este permanent îmbunătățită pentru a răspunde cererii pieței și a cerințelor de mediu. Din 2005 până în 2020, au fost investiți 1,8 miliarde de euro, din care aproximativ o treime au fost destinați reducerii impactului asupra mediului.
Benzinăriile sunt din ce în ce mai orientate către client și către adaptarea la tendințe și necesități: se intră în parteneriat cu Auchan pentru înființarea magazinelor de proximitate MyAuchan în stațiile Petrom, iar în unele stații, se montează panouri fotovoltaice și se instalează puncte de reîncărcare pentru mașinile electrice.

### Sustenabilitate
Din 2007, OMV Petrom a integrat în strategia sa de business principiile responsabilității corporatiste. În perioada 2007-2020, compania a alocat aproximativ 72 milioane euro pentru dezvoltarea comunităților din România, concentrându-se pe protecția mediului, educație, sănătate și dezvoltare locală. 
Țara lui Andrei este platforma de responsabilitate a OMV Petrom prin care sprijină proiecte pentru comunitate și pentru îmbunătățirea vieții în domenii precum crearea de noi locuri de muncă, accesarea educației non-formale și cultivarea spiritului civic. Țara lui Andrei reprezintă proiecte precum: România Meseriașă, Acces la Viață, Fabricat în Țara lui Andrei, Parcurile Viitorului, prima campanie de plantare din România și multe altele.
În 2019, OMV Petrom a făcut o donație fără precedent, în valoare de 10 milioane de euro, către Asociația Dăruiește Viață, pentru construirea spitalului de oncologie pediatrică.
În contextul pandemiei de Covid-19, s-a implicat activ în sprijinirea asociațiilor și a comunității, prin donarea a 1 milion de euro către Crucea Roșie precum și multe ale acțiuni locale menite să sprijine lupta împotriva răspândirii virusului.
În 2020, OMV Petrom lansează cea mai mare inițiativă privată de plantări – România plantează pentru mâine – în cadrul căreia se intenționează plantarea a 1.500.000 de puieți până în 2022.

### Cifre cheie 2020
- Cifra de afaceri: 14,717 miliarde lei
- Investiții: 3,2 miliarde lei
- Contribuții la bugetul de stat: 9,6 miliarde lei
- Număr angajați: ~11.000
- Producție petrol și gaze în România: 53 milioane bep
- Capacitate de rafinare: 4,5 mil tone/an la Petrobrazi
- Stații de distribuție: aproximativ 800 de benzinării în România, Moldova, Bulgaria și Serbia, operate sub două branduri: Petrom și OMV
- Electricitate: centrala electrică Brazi, cu o capacitate de 860 MW
- OMV Petrom furnizează 40% din necesarul de petrol, gaze și carburanți al României
- Acționariat: OMV – 51,01%, Statul Român - 20,64%, Fondul Proprietatea - 2,98%, iar 25,37% se tranzacționează liber pe piață la Bursa de Valori din București și la Bursa de Valori din Londra

## Controverse
În 2017, OMV Petrom, condus de Mariana Gheorghe, a fost implicată într-un scandal de evaziune fiscală. Procurorii Direcției de Investigare a Infracțiunilor de Criminalitate Organizată și Terorism (DIICOT) au pregătit un dosar referitor la eventuale fapte de evaziune fiscală și probleme legate de contractul de privatizare în urma căruia OMV a cumpărat Petrom.
În 2022, a primit o amendă penală de 28.000 de lei deoarece un copil a murit  în 2016  după ce a căzut într-o sondă petrolieră neîmprejmuită corespunzător.